# Dan Burn
Daniel Johnson Burn (Blyth, Northumberland, Inglaterra, Reino Unido, 9 de mayo de 1992) es un futbolista inglés. Juega de defensa y su equipo es el Newcastle United Football Club de la Premier League.

## Trayectoria

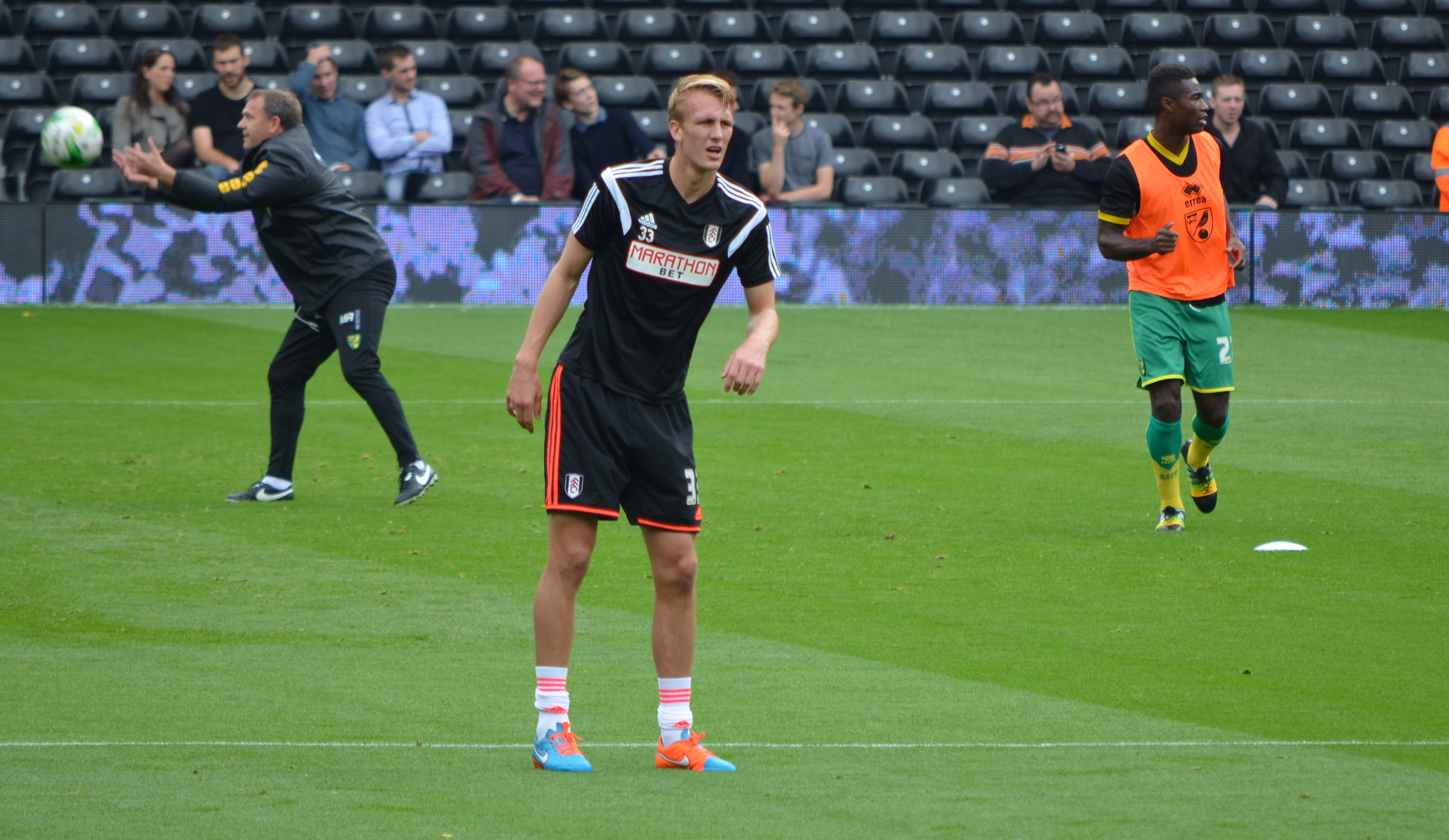
Dan Burn jugando para el Fulham F. C.

Burn debutó en la Football League en 2009 con el Darlington y fichó por el Fulham en la temporada 2010-11, llegando así a la Premier League. En su paso por el club de Londres se fue a préstamo al Yeovil Town, club donde jugó 41 encuentros, y al Birmingham City.
Fichó por el Wigan Athletic al término de la temporada 2015-16, cuando su contrato con el Fulham terminó.
Para la temporada 2018-19 fichó por el Brighton & Hove Albion. Allí estuvo la mitad de la campaña 2021-22, momento en el que se fue al Newcastle United F. C.
El 16 de marzo de 2025 anotó el primer gol frente al Liverpool F. C. en la final de la Copa de la Liga, tanto que sirvió para ganar el primer título en 70 años de la historia de la entidad.

## Selección nacional
El 14 de marzo de 2025 fue convocado por primera vez con la selección de Inglaterra para los dos primeros partidos de la clasificación para el Mundial 2026 ante Albania y Letonia. Hizo su debut una semana después en el triunfo por dos a cero ante los albaneses.

## Estadísticas
Actualizado al último partido disputado el 25 de mayo de 2025.
| Club                                    | Div.          | Temporada     | Liga  | Liga  | Copas nacionales | Copas nacionales | Copas internacionales | Copas internacionales | Total | Total |
| Club                                    | Div.          | Temporada     | Part. | Goles | Part.            | Goles            | Part.                 | Goles                 | Part. | Goles |
| --------------------------------------- | ------------- | ------------- | ----- | ----- | ---------------- | ---------------- | --------------------- | --------------------- | ----- | ----- |
| Darlington F. C. Inglaterra             | 4.ª           | 2009-10       | 4     | 0     | 0                | 0                | ―                     | ―                     | 4     | 0     |
| Darlington F. C. Inglaterra             | 5.ª           | 2010-11       | 10    | 0     | 0                | 0                | ―                     | ―                     | 10    | 0     |
| Darlington F. C. Inglaterra             | Total club    | Total club    | 14    | 0     | 0                | 0                | 0                     | 0                     | 14    | 0     |
| Fulham F. C. Inglaterra                 | 1.ª           | 2011-12       | 0     | 0     | 0                | 0                | ―                     | ―                     | 0     | 0     |
| Fulham F. C. Inglaterra                 | 1.ª           | 2012-13       | 0     | 0     | 0                | 0                | ―                     | ―                     | 0     | 0     |
| Yeovil Town F. C. Inglaterra            | 3.ª           | 2012-13       | 37    | 3     | 4                | 0                | ―                     | ―                     | 41    | 3     |
| Yeovil Town F. C. Inglaterra            | Total club    | Total club    | 37    | 3     | 4                | 0                | 0                     | 0                     | 41    | 3     |
| Birmingham City F. C. Inglaterra        | 2.ª           | 2013-14       | 24    | 0     | 4                | 1                | ―                     | ―                     | 28    | 1     |
| Birmingham City F. C. Inglaterra        | Total club    | Total club    | 24    | 0     | 4                | 1                | 0                     | 0                     | 28    | 1     |
| Fulham F. C. Inglaterra                 | 1.ª           | 2013-14       | 9     | 0     | 3                | 0                | ―                     | ―                     | 12    | 0     |
| Fulham F. C. Inglaterra                 | 2.ª           | 2014-15       | 20    | 1     | 2                | 1                | ―                     | ―                     | 22    | 2     |
| Fulham F. C. Inglaterra                 | 2.ª           | 2015-16       | 32    | 0     | 3                | 0                | ―                     | ―                     | 35    | 0     |
| Fulham F. C. Inglaterra                 | Total club    | Total club    | 61    | 1     | 8                | 1                | 0                     | 0                     | 69    | 2     |
| Wigan Athletic F. C. Inglaterra         | 2.ª           | 2016-17       | 42    | 1     | 2                | 0                | ―                     | ―                     | 44    | 1     |
| Wigan Athletic F. C. Inglaterra         | 3.ª           | 2017-18       | 45    | 5     | 8                | 1                | ―                     | ―                     | 53    | 6     |
| Wigan Athletic F. C. Inglaterra         | 2.ª           | 2018-19       | 14    | 0     | 0                | 0                | ―                     | ―                     | 14    | 0     |
| Wigan Athletic F. C. Inglaterra         | Total club    | Total club    | 101   | 6     | 10               | 1                | 0                     | 0                     | 111   | 7     |
| Brighton & Hove Albion F. C. Inglaterra | 1.ª           | 2018-19       | 0     | 0     | 3                | 0                | ―                     | ―                     | 3     | 0     |
| Brighton & Hove Albion F. C. Inglaterra | 1.ª           | 2019-20       | 34    | 0     | 0                | 0                | ―                     | ―                     | 34    | 0     |
| Brighton & Hove Albion F. C. Inglaterra | 1.ª           | 2020-21       | 27    | 1     | 5                | 0                | ―                     | ―                     | 32    | 1     |
| Brighton & Hove Albion F. C. Inglaterra | 1.ª           | 2021-22       | 13    | 1     | 3                | 0                | ―                     | ―                     | 16    | 1     |
| Brighton & Hove Albion F. C. Inglaterra | Total club    | Total club    | 74    | 2     | 11               | 0                | 0                     | 0                     | 85    | 2     |
| Newcastle United F. C. Inglaterra       | 1.ª           | 2021-22       | 16    | 0     | ―                | ―                | ―                     | ―                     | 16    | 0     |
| Newcastle United F. C. Inglaterra       | 1.ª           | 2022-23       | 38    | 1     | 6                | 1                | ―                     | ―                     | 44    | 2     |
| Newcastle United F. C. Inglaterra       | 1.ª           | 2023-24       | 33    | 2     | 6                | 1                | 4                     | 1                     | 43    | 4     |
| Newcastle United F. C. Inglaterra       | 1.ª           | 2024-25       | 37    | 1     | 9                | 1                | ―                     | ―                     | 46    | 2     |
| Newcastle United F. C. Inglaterra       | Total club    | Total club    | 124   | 4     | 21               | 3                | 4                     | 1                     | 149   | 8     |
| Total carrera                           | Total carrera | Total carrera | 435   | 16    | 58               | 6                | 4                     | 1                     | 497   | 23    |
| 1. 2. 3.                                |               |               |       |       |                  |                  |                       |                       |       |       |

## Palmarés

### Títulos nacionales
| Título          | Club                 | País       | Año     |
| --------------- | -------------------- | ---------- | ------- |
| EFL League One  | Wigan Athletic F. C. | Inglaterra | 2017-18 |
| Copa de la Liga | Newcastle United     | Inglaterra | 2024-25 |

### Distinciones individuales
| Distinción                        | Año     |
| --------------------------------- | ------- |
| PFA Team of the Year (League One) | 2017-18 |